# Get back to the country
Get back to the country is een lied dat werd geschreven door Neil Young. Hij bracht het in 1985 uit op een single met Misfits op de B-kant. Daarnaast verscheen het dat jaar op zijn album Old ways.
De single bereikte nummer 33 in de Amerikaanse Hot Country Songs en nummer 32 in de countrylijst van Canada. Het nummer werd amper gecoverd, al verscheen er nog wel een vertaling in het Deens van de trucker Erik Remi Bergen alias Mr. President, getiteld Prøv med lidt country (T-bone med bønner, 1987).

## Tekst en muziek
In de jaren tachtig stak Young veel tijd in het experimenteren met muziek en in deze periode was hij toe aan countrymuziek, in dit geval in een fusion tot countryrock. In het nummer hebben ook een banjo en een fiddle een rol, waarbij er van de laatste ook nog een solo te horen is.
Young bracht zijn muziek in deze tijd niet uit via Reprise,  maar via Geffen Records. Uit deze tijd komt ook de befaamde rechtszaak van David Geffen tegen Young omdat hij geen typische eigen muziek zou maken. Young had zich in zijn loopbaan echter al vaker laten inspireren door countrymuziek, zoals op Harvest (1972) en Comes a time (1978). De overhand van de countrymuziek was echter nog niet eerder zo nadrukkelijk aanwezig als op dit album
Inhoudelijk houdt het nummer ook dit thema aan. Hij speelde vroeger in een rock-'n-rollband en verdiende geld in Hollywood. Gedurende de gehele tijd heeft hij echter geweten dat hij weer terug zou keren naar de countrymuziek dat aan het begin van alle muziek zou staan.